# Pilão Arcado
Pilão Arcado là một đô thị thuộc bang Bahia, Brasil. Đô thị này có diện tích 11700,012 km², dân số năm 2007 là 29812 người, mật độ 2,5 người/km².